# Championnats d'Europe de badminton 1974
Navigation
Karlskrona 1972 Dublin 1976
Les championnats d'Europe de badminton 1974, quatrième édition des championnats d'Europe de badminton, ont lieu du 18 au 20 avril 1974 à Vienne, en Autriche.

## Médaillés
| Épreuve       | Or                            | Argent                         | Bronze                               |
| ------------- | ----------------------------- | ------------------------------ | ------------------------------------ |
| Simple hommes | Sture Johnsson                | Thomas Kihlström               | Flemming Delfs                       |
| Simple hommes | Sture Johnsson                | Thomas Kihlström               | Derek Talbot                         |
| Simple dames  | Gillian Gilks                 | Lene Køppen                    | Joke van Beusekom                    |
| Simple dames  | Gillian Gilks                 | Lene Køppen                    | Margaret Beck                        |
| Double hommes | Willi Braun / Roland Maywald  | Svend Pri / Poul Petersen      | Ray Stevens / Mike Tredgett          |
| Double hommes | Willi Braun / Roland Maywald  | Svend Pri / Poul Petersen      | Elo Hansen / Flemming Delfs          |
| Double dames  | Gillian Gilks / Margaret Beck | Susan Whetnall / Nora Gardner  | Pernille Kaagaard / Ulla Strand      |
| Double dames  | Gillian Gilks / Margaret Beck | Susan Whetnall / Nora Gardner  | Joke van Beusekom / Marjan Luesken   |
| Double mixte  | Derek Talbot / Gillian Gilks  | Elliot Stuart / Susan Whetnall | Wolfgang Bochow / Marieluise Zizmann |
| Double mixte  | Derek Talbot / Gillian Gilks  | Elliot Stuart / Susan Whetnall | Mike Tredgett / Barbara Giles        |
| Par équipes   | Angleterre                    | Danemark                       | Suède                                |

## Tableau des médailles
| Rang | Pays                 | Médaille d'or | Médaille d'argent | Médaille de bronze | Total |
| ---- | -------------------- | ------------- | ----------------- | ------------------ | ----- |
| 1    | Angleterre           | 4             | 2                 | 4                  | 10    |
| 2    | Suède                | 1             | 1                 | 1                  | 3     |
| 3    | Allemagne de l'Ouest | 1             | 0                 | 1                  | 2     |
| 4    | Danemark             | 0             | 3                 | 3                  | 6     |
| 5    | Pays-Bas             | 0             | 0                 | 2                  | 2     |